# Остарбайтери

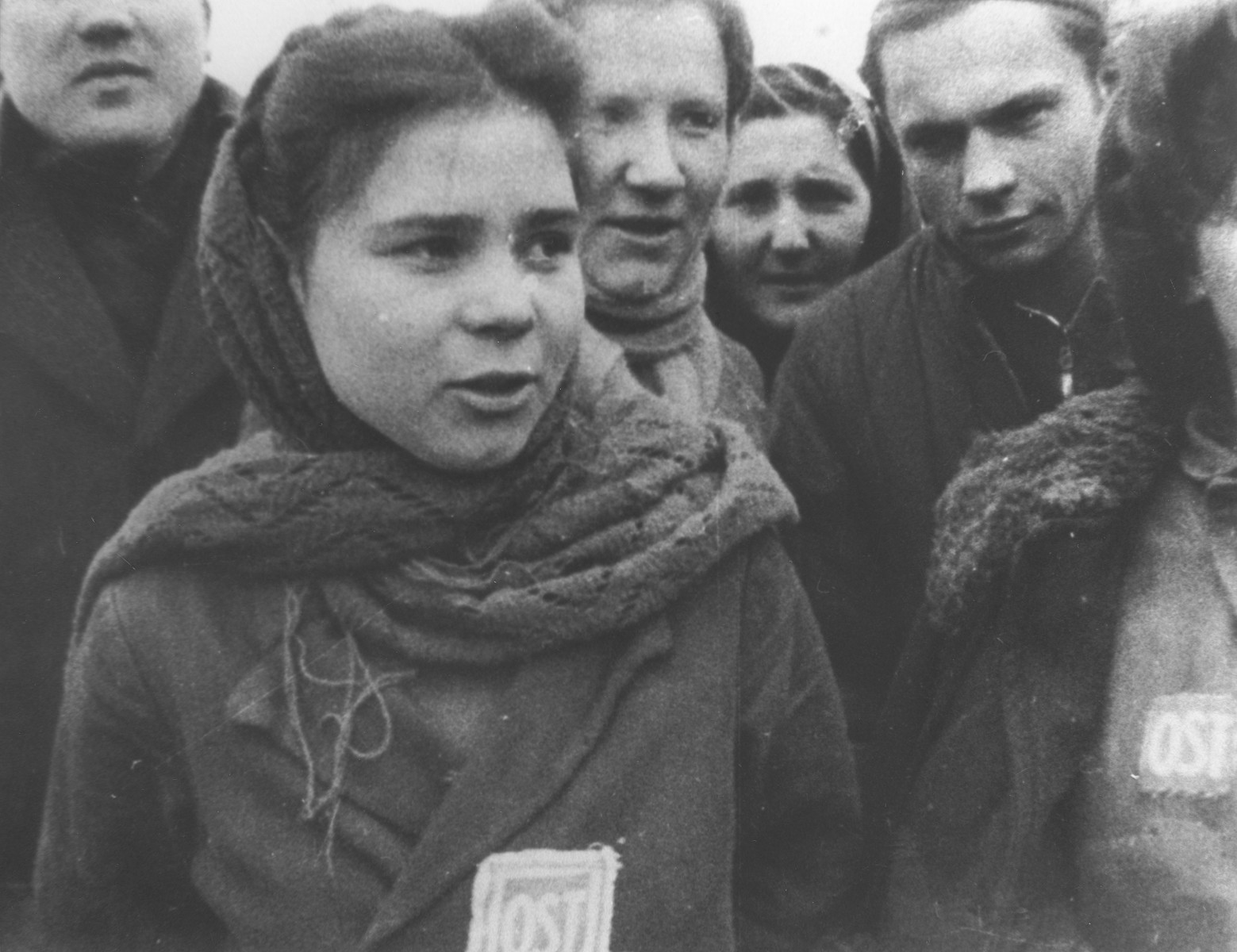
Робітниця з нашивкою «OST» (Остарбайтер), звільнена з табору поблизу Лодзі

Остарбайтери (нім. Ostarbeiter — «східні робітники») — німецький термін для означення людей, вивезених нацистами зі східних окупованих територій, переважно з Райхскомісаріату Україна, протягом Другої світової війни на примусові роботи до Німеччини. 
Упродовж Другої світової війни на території нацистської Німеччини, її союзників та на окупованих Райхом землях працювало близько 13,5 млн чоловіків, жінок і дітей із 26 країн Європи. З них 4,5 млн були військовополоненими та 8,5 млн становили цивільні робітники й в'язні концентраційних таборів. Націонал-соціалістичне «використання іноземців» в 1939—1945 роках стало найбільшим в історії, з часів рабства, масовим застосуванням іноземців в економіці окремої держави. Жителі окупованих територій Радянського Союзу становили найбільшу групу цих примусових робітників. Наприкінці вересня 1944 р. в німецькій економіці працювало 7,9 млн іноземних цивільних та військовополонених, з яких майже 2,8 млн були доставлені з СРСР. Більше половини цієї робочої сили вивезли з України. Згідно з повоєнними підрахунками з сучасної території України було вивезено понад 2 млн робітників на примусову роботу до Третього райху. Але не всіх їх можна назвати остабайтерами. Робітники із Західної України (дистрикту Галичина), а також Західної Білорусі, Балтійських країн перебували в Райху в іншому політичному статусі.

## Термінологія

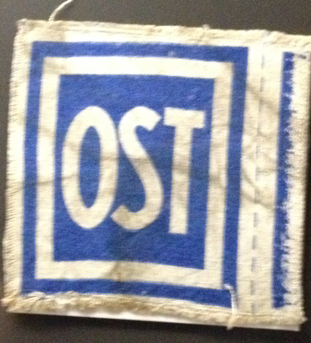
Остарбайтери були зобов'язані носити нашивку темно-блакитного й білого кольорів з написом «OST» (нім. «Схід»), яка повідомляла німцям, що ці люди — робітники зі Сходу, та понижувала їх у правах

Згідно офіційних німецьких записів, наприкінці літа 1944 року налічувалось близько 7,6 мільйона іноземних робітників та військовополонених на території «Великого німецького рейху», які здебільшого були привезені туди силою. Таким чином, вони представляють приблизно чверть усіх зареєстрованих працівників у всій економіці Німецького Рейху на той час.
Була створена класова система серед привезених до Німеччини іноземних робітників (Fremdarbeiter). Багатошарова система базувалася на шарах національних ієрархій. Gastarbeitnehmer, так звані «гостьові працівники» з германських країн, Скандинавії та Італії, мали найвищий статус. До складу Zwangsarbeiter (примусових робітників) входили Militärinternierte (військові інтерновані), військовополонені, Zivilarbeiter (цивільні робітники); і насамперед польські в'язні із Генеральної губернії. Вони отримували знижену заробітну плату та продовольчі пайки, не могли користуватися громадськими приміщеннями (наприклад, громадським транспортом, ресторанами чи церквами), їм було заборонено мати певні предмети, а деякі з них (поляки) повинні були носити знак «P» прикріплений до їхнього одягу. Остарбайтерами були робітники, насамперед із Рейхскомісаріату Україна. Вони були позначені значком «OST» (Схід) (у червні 1944 їх було замінено на національні відзнаки — для українців — тризуб) і утримувались в суворіших умовах, ніж цивільні робітники. Вони були змушені жити в спеціальних таборах, які були обгороджені колючим дротом і охоронялись, і часто піддавалися свавіллю з боку гестапо та охорони промислових заводів. Наприкінці війни 5,5 млн остарбайтерів було репатріовано до СРСР.

## Історія

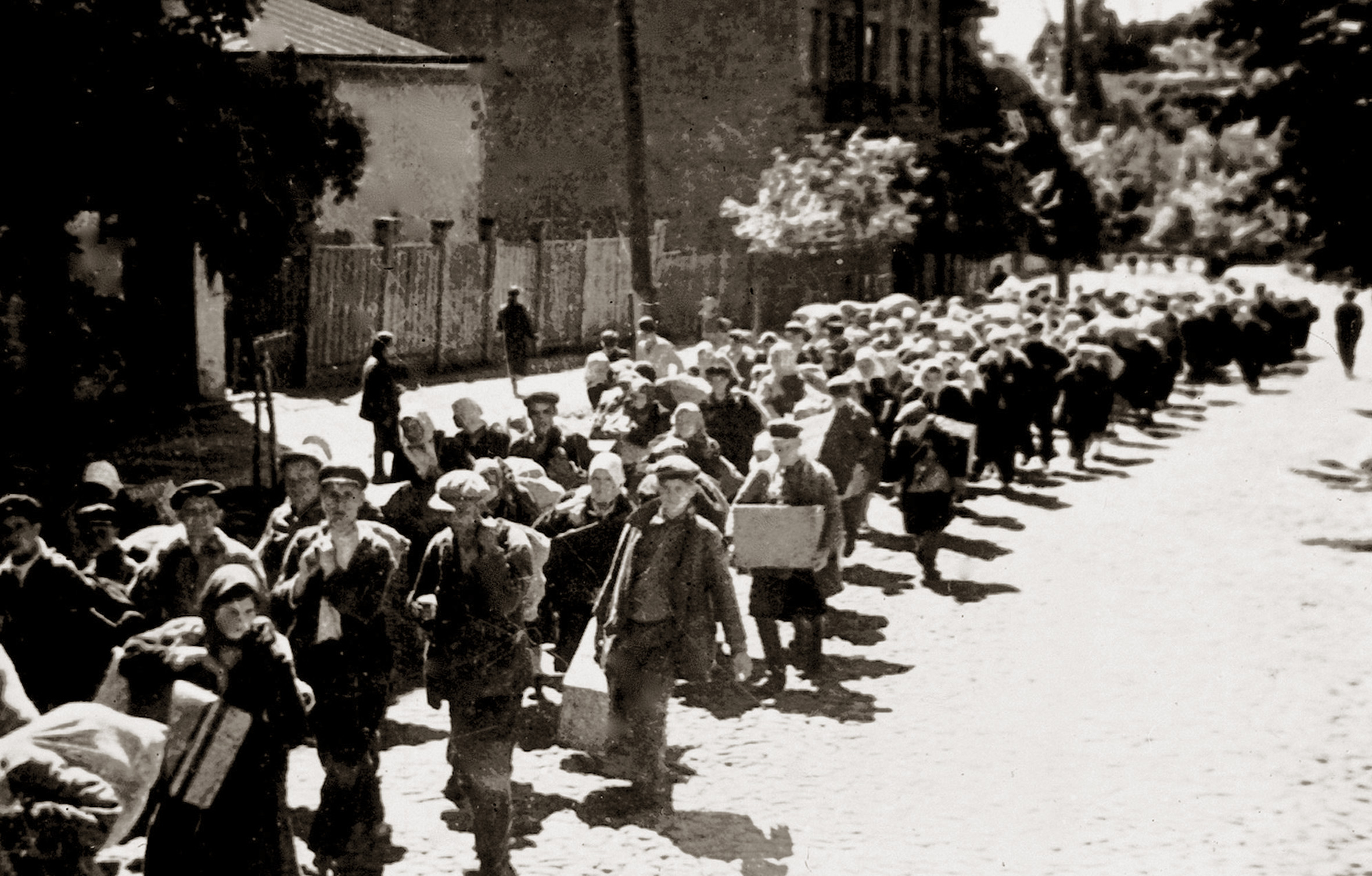
Перед пунктом відправки остарбайтерів до Німеччини. Київ, Січових Стрільців, 24 (1942)

До початку німецько-радянської війни нацистське керівництво не планувало використовувати в промисловості своєї країни робочу силу з окупованих територій СРСР (зокрема, й з України). Навпаки, розроблялися схеми масової дискримінації та депортації мільйонів місцевих мешканців (генеральний план «Ост») та німецької колонізації захоплених радянських земель. Зрив планів «блискавичної війни» змусили Адольфа Гітлера частково змінити свої екстермінаційні плани й піти на використання трудових ресурсів із окупованих східних територій. Спершу нацистські посадовці та підприємці розраховували на кількамільйонну армію радянських військовополонених. Однак до кінця 1941-го із 3,5 мільйонів червоноармійців, які потрапили в полон, внаслідок нацистської політики геноциду 57 відсотків бранців не пережило голодну зиму 1941/1942-го. Відтак на захоплених територіях СРСР, на відміну від Польщі, основні зусилля були спрямовані на вербування цивільних робітників.

### 1939—1941
Перші українці опинилися на німецькій примусовій роботі ще влітку 1939. Це були мешканці окупованого угорськими військами Закарпаття, яких вивозили на роботу до Австрії. Наступними на початку вересня 1939 потрапили до Рейху галичани — військовослужбовці польської армії, які виявилися в полоні й з часом були переведені до розряду цивільних робітників.
Наступними на початку вересня 1939-го потрапили до Німеччини українці з Галичани та Холмщини — військовослужбовці польської армії, які опинилися у німецькому полоні і з часом були переведені у розряд цивільних робітників. Із вересня 1940-го українці прибували працювати до Райху в числі військовополонених і цивільних робітників із Франції, яка була одним із центрів міжвоєнної трудової імміграції із Західної України. Перші цивільні робітники з дистрикту «Галичина» почали добровільно виїжджати до Німеччини влітку 1941 року.

### 1941— Німецько-радянська війна

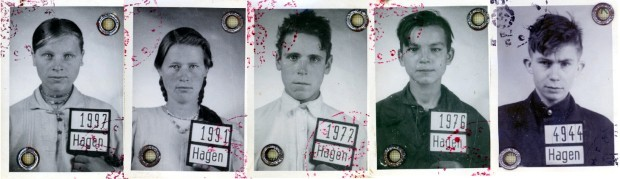
Фото остарбайтерів на примусових роботах в Гаґені

Залучення цивільного населення із територій, захоплених за Бугом, Дніпром, Доном чи Окою, для робіт у рейху не передбачалось. Прагнучи не допустити серйозного провалу в економіці, котрій належало забезпечити усі мілітаристські потреби на майбутньому Східному фронті, правителі Німеччини вжили драконівських заходів.
Частково ліквідація нестачі працюючих покладалась на використання так званих «сільських помічників» - узаконене відпрацювання в селі протягом року випускників середніх шкіл та гімназій, мобілізації
на посівну та жнива навіть учнів молодших класів. Проте основний тягар мав лягти на трудові ресурси окупованих європейських країн.
Так, до травня 1941 року до рейху було вивезено близько трьох мільйонів іноземних робітників. Однак у тому ж місяці гітлерівський режим, який готувався напасти на СРСР, мобілізував в армію ще
близько двох мільйонів німців, у тому числі 679 тис. робітників галузей промисловості.
Зрив «блискавичної війни» восени 1941, необхідність проводити позиційні бойові дії та мобілізовувати все більше німецьких селян і робітників до армії змусили Гітлера частково змінити свої екстермінаційні плани й піти на використання трудових ресурсів з окупованих східних територій в економічних інтересах Третього Рейху.
Основними постачальниками робочих рук залишалися окуповані західні країни (у Франції, наприклад, навіть була створена служба обов’язкової праці), але погляди економічних органів Третьої імперії не забарилися зупинитися на неосвоєному ще багатстві - робочій силі, котрою були наші співвітчизники, що опинилися на тимчасово захопленій ворогом території, а також десятки тисяч радянських військовополонених.
Спершу зацікавленість з боку гітлерівських окупантів була проявлена саме до полонених. Вже в липні - серпні 1941 року керівництво Об’єднаного командування вермахту (ОКВ) розглядало можливість використання їх не тільки в зоні дії наступаючих армій, як практикувалось до цього, але й на роботах у самому рейху.
Вкрай знесилені, виснажені, вони не могли, та й не бажали, трудитися ефективно, незважаючи на постійну загрозу смерті, котра не щадно косила їхні ряди, повноцінно замінити вибулих на фронт німецьких робітників. Тому досить швидко (а практично одночасно) прийшла черга широкого залучення до примусових робіт цивільного населення - допустити, щоб «пропадало» даремно стільки робочої сили практичні німці просто не могли.

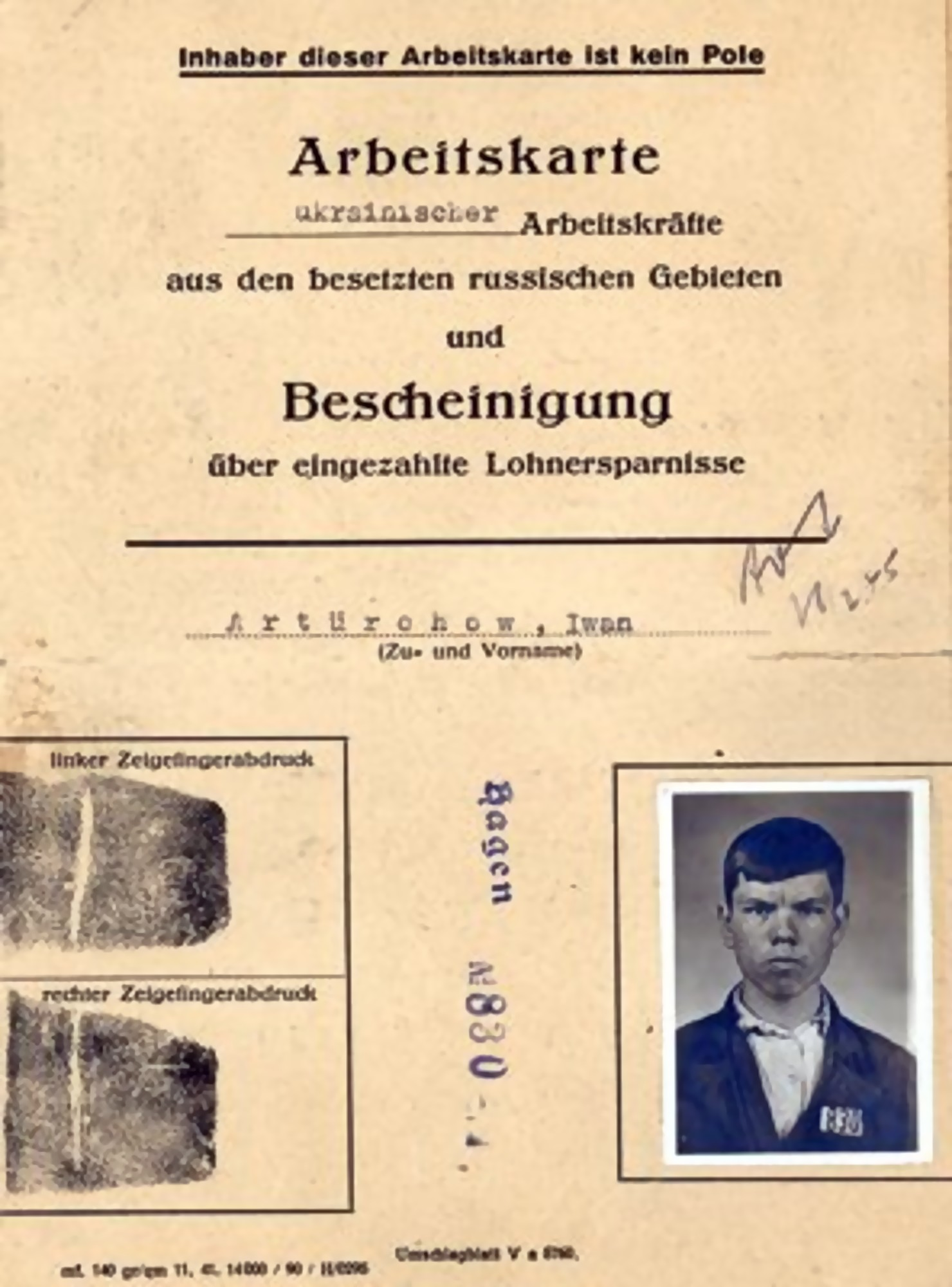
Робоча картка 20-річного Івана Артюрохова (Артюхова?) з України. Він загинув під час авіанальоту 28 лютого 1945 року на пружинний завод «Paul Plate GmbH» в Екесі

У серпні 1941 року з’явилося розпорядження А. Розенберга про обов’язкову працю в окупованих східних областях. Про вивезення «робітників зі Сходу» як про практично вирішену справу в нацистському рейху заговорили в кінці вересня 1941 року.
Восени 1941 року органи трудової повинності почали створювати, зокрема, на території рейхскомісаріату «Україна», так звані вербувальні комісії. На перших порах їх цікавили лише кваліфіковані робітники для роботи на шахтах та підприємствах Рурського басейну, в деяких інших галузях господарства. Однак невдовзі нацистське керівництво утвердилось в думці, що «російська» робоча сила може бути використана в господарстві нової імперії значно ширше.
Вирішальною у цьому плані стала нарада, що відбулася 7 листопада 1941 р. в Берліні. Виступаючи на ній, надзвичайний уповноважений по здійсненню так званого 4-річного плану загарбання східних територій рейхсмаршал Г. Герінг розпорядився вважати питання використання робочих рук зі Сходу в самому рейху остаточно вирішеним: «Російські робітники довели свою працездатність під час будівництва гігантської російської промисловості, тому ця працездатність має бути використана в ім’я імперії...»
10 січня 1942 року директивою А. Гітлера «Озброєння 1942» офіційно було закріплено перехід від концепції «бліцкрігу» до концепції тривалої війни на виснаження.
Масовий же набір цивільної робочої сили на Сході почався після появи нового циркуляра А. Розенберга, датованого 6 березнем 1942 року. У ньому безапеляційно вимагалося направити до Німеччини 627 тис. «східних робітників». За уточненням рейхсмаршапа Г Герінга, з рейхскомісаріату «Україна» мало прибути 237 тис. робітників і 290 тис. сільськогосподарських працівників. Тобто 84 відсотки від запланованої кількості. Набір робітників зі Сходу намічався проводитись на добровільних засадах, але якщо визначена цифра не була б досягнута, він мав здійснюватись насильно. Формально з цього часу, а фактично з перших днів встановлення нацистського окупаційного режиму, населення України стало об’єктом
насильницької експлуатації. Керівництво рейху до останнього дня окупації розглядало його як потенційний резервуар робочої сили.
Переважна більшість робітників з України була доставлена в Райх із окупованих центральних та східних областей внаслідок жорстокого примусу впродовж 1942—1944 років.

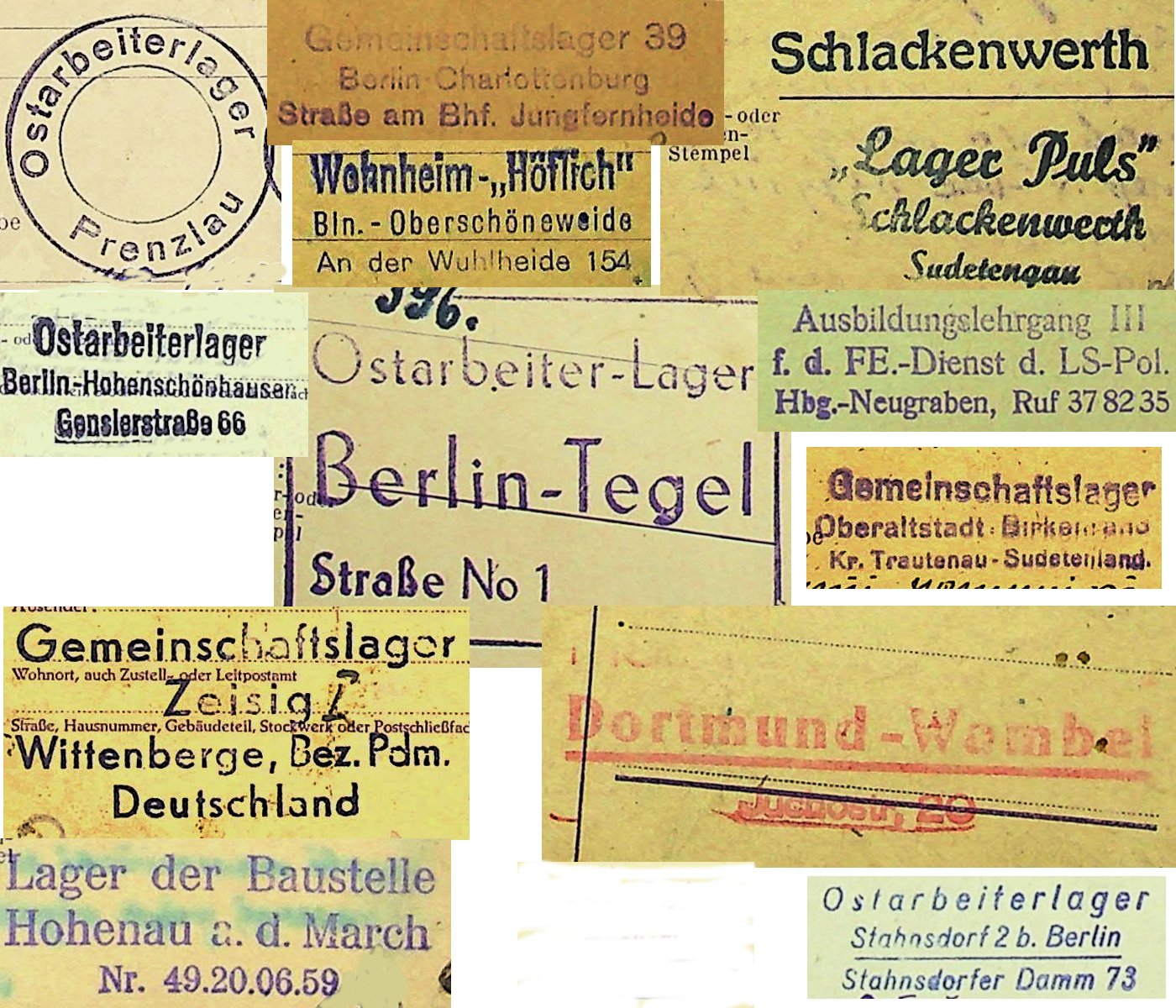
Декілька назв таборів відомих з листів з одного села.

За 1941-44 загальна кількість остарбайтерів становила 2,8 млн чол., у тому числі 2,2 млн українців. Більшість остарбайтерів працювали на приватних підприємствах. Продуктивність остарбайтерів була досить високою і становила серед чоловіків 60-80 % у порівнянні з продуктивністю німецьких робітників, а серед жінок — 90-100 %. У Німеччині остарбайтери жили в спеціальних таборах під суворим наглядом адміністративно-поліцейських спецслужб. Заробітна плата становила 30 % платні німецького робітника, з чого більша частина йшла на оплату харчування і житла. За спробу втечі остарбайтери каралися смертю або ув'язненням у концтаборі.[джерело?]

### 1945
Після завершення бойових дій у Європі 1945 більшість примусових робітників зі Сходу деякий час перебували в таборах переміщених осіб у Західній Німеччині. Згідно з міжнародними угодами між союзниками по антигітлерівській коаліції, ухваленими на Ялтинській та Потсдамській конференціях у 1945, повернення (репатріацію) до СРСР було оголошено обов'язковим для всіх громадян, які до 1939 мешкали в Радянському Союзі. Більшість остарбайтерів після закінчення війни була насильно репатрійована. Були проведені масштабні депортації цих людей з місць їх постійного проживання у віддалені райони СРСР. Багато репатріантів були репресовані за звинуваченнями в колабораціонізмі та зраді Батьківщині.

## Умови
Основні положення стосовно використання праці східних робітників були викладені в так званих Указах про остарбайтерів, які підготувала спеціальна комісія РСХА і підписав Генріх Гіммлер 20 лютого 1942. Вони передбачали контроль над їхньою працею, пересуванням, дозвіллям і навіть статевим життям. Остарбайтерів утримували в спеціальних таборах під суворою охороною. На виробництві ізолювали від німців і решти іноземних робітників, видавали кошти, що становили половину, а то й третину зарплати німця, з яких до того ж вираховували гроші на їх утримання. Норми харчування були найнижчими серед решти категорій іноземних робітників у Німеччині. Штрафні санкції за трудові та політичні провини включали широкий спектр заходів від тілесних покарань до відправлення на кілька тижнів до штрафного чи концентраційного табору. За сексуальні контакти остарбайтера з німкенею — смертна кара для чоловіка і концтабір для жінки.

### Вербування та викрадення людей

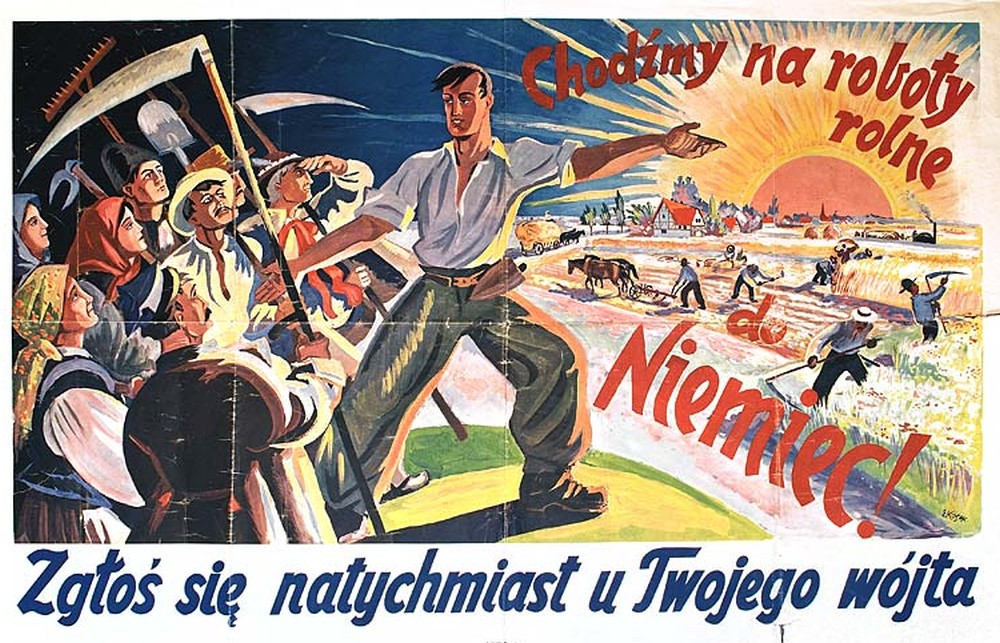
Агітаційний плакат «Ходімо на роботу до Німеччини!»

Спочатку Фріц Заукель розпочав кампанію з рекрутингу для виїзду робітників до Німеччини. «28 січня перший спеціальний поїзд вирушить до Німеччини з гарячим харчуванням з Києва, Здолбунова та Перемишля», — говорило оголошення. Перший поїзд був заповнений, коли він вирушав з Києва 22 січня.
Агітаційна кампанія нацистів в Україні почалася взимку 1942 у розпал голодної зими. Добровольцям обіцяли гідну заробітну плату, гаряче харчування та догляд за рідними, на час перебування працівника в Німеччині. Пропаганда тривала протягом кількох наступних місяців. «Німеччина зве! Їдьте до Прекрасної Німеччини! 100 000 українців вже працюють у вільній Німеччині. А ви?» говорило оголошення в київській газеті 3 березня 1942 р.
Перший ешелон із 1117 робітниками-спеціалістами вирушив із Харкова до Кельна 18 січня 1942, другий до Бранденбурга — 21 січня. Вивезення трудових ресурсів із Києва розпочалося 22 січня 1942, коли до Німеччини було відправлено 1,5 тис. осіб. 24 лютого перший потяг від'їхав із Сталіного. Особливістю початкових німецьких трудових наборів була чітка спеціалізація робітників за професіями (перевага віддавалася чоловікам зі спеціальністю будівельників, металургів, гірників), а також їхній здебільшого добровільний характер.
Однак в той час почали ширитись чутки про нелюдські умови, в яких працюють українці в Німеччині, і кампанія з рекрутингу не змогла залучити достатньо добровольців. Почалось примусове вербування людей, хоча пропаганда все ще зображала їх як добровольців. Гітлерівці були змушені вдаватися до масових облав, часто використовуючи хитрощі, націлюючись на великі збори людей, такі як церковні збори та натовпи людей на спортивних заходах тощо. Цілі групи людей виводили з заходів під дулом пістолета до вантажних машин для худоби і депортували до Німеччини. Запроваджена система з обіцянок, соціального тиску і брутального терору дала їм змогу того року депортувати з окупованих східних територій понад 1 млн цивільних робітників, більшість із яких (714 тис.) були вихідцями з України.
Упродовж війни законодавство щодо східних робітників змінювалося. Наприкінці 1942 їм дозволили листуватися з рідними (надсилати дві листівки на місяць), з листопада 1943 — виходити за межі табору з відома керівництва, наприкінці 1944 норми харчування вихідців із Радянського Союзу були прирівняні до норм інших іноземців.

### Няні

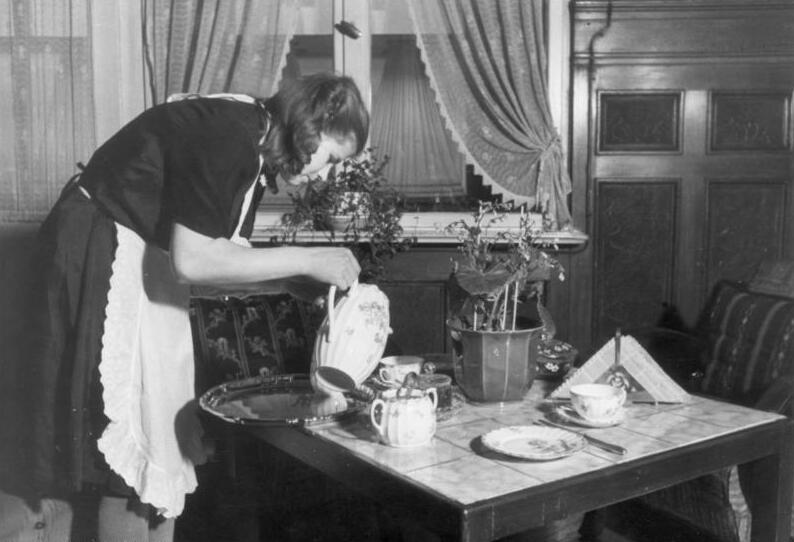
Робітниця у Німеччині

Однією з особливих категорій були молоді жінки, завербовані як няні; Гітлер стверджував, що багато німецьких жінок хотіли мати дітей, але були обмежені відсутністю домашньої допомоги. (Це було одне з багатьох зусиль, спрямованих на сприяння народжуваності) Оскільки няні будуть тісно контактувати з німецькими дітьми, а також в умовах, де їх можуть сексуально експлуатувати, вони мали бути придатними для германізації. Гітлер хотів таким чином «відвоювати німецьку кров і принести користь жінкам, які отримали б соціальний підйом завдяки роботі в Німеччині і навіть шанс там одружитися». Їм можна було працювати лише у багатодітних сім'ях, які б належним чином навчали нянь. Ці завдання виконував NS-Frauenschaft. Спочатку цей набір проводився лише на анексованих територіях Польщі, але відсутність жінок, які пройшли скринінг, поширила його на всю Польщу, а також на окуповані території СРСР.

### Умови
У Німеччині остарбайтери жили або в приватних таборах, якими володіли і керували великі компанії, або в спеціальних таборах, які охоронялись приватними платними службами поліції, відомими як Werkschutz. Вони працювали в середньому 12 годин на день, 6 днів на тиждень. Їм виплачували приблизно 30 % зарплати німецьких робітників; однак більша частина грошей йшла на їжу, одяг та харчування. Органи праці, RSHA Arbeitskreis, скаржилися, що багато фірм розглядають цих колишніх радянських цивільних робітників як «цивільних в'язнів», поводяться з ними відповідно і взагалі не виплачують їм заробітну плату. Ті, хто отримував зарплату, отримували спеціально надруковані паперові гроші та ощадні штампи, якими вони могли користуватися лише для придбання обмеженої кількості предметів у спеціальних табірних магазинах. За законом їм давали гірші пайки, ніж іншим групи примусових працівників. Упродовж війни законодавство щодо східних робітників змінювалося. Наприкінці 1942 їм дозволили листуватися з рідними (надсилати дві листівки на місяць), з листопада 1943 — виходити за межі табору з відома керівництва, наприкінці 1944 норми харчування вихідців з СРСР були прирівняні до норм інших іноземців.
Будучи етнічними слов'янами, німецька влада класифікувала їх як Untermenschen («недолюдей»), яких за провини можна було бити та вбивати. Тих, хто намагалися врятуватися, вішали там, де інші робітники могли бачити їхні тіла. Відпустка без дозволу або втеча каралася смертю. Нацисти видали заборону на сексуальні стосунки між німцями та остарбайтерами. 7 грудня 1942 року Гітлер постановив, що будь-який «несанкціонований статевий акт» буде каратися смертю. Відповідно до цих нових расових законів усі сексуальні стосунки, навіть ті, що не призвели до вагітності, жорстоко карались як Rassenschande (расове забруднення). Під час війни сотні польських та російських чоловіків були страчені за сексуальні стосунки з німецькими жінками, хоча головними правопорушниками, як писав Ульріх Герберт, були французькі та італійські цивільні працівники, яким не було заборонено соціальні контакти з ними.
Зґвалтування жінки-остарбайтерки було надзвичайно поширеним явищем, що призвело до десятків тисяч вагітностей, спричинених зґвалтуваннями. Потерпілі почали народжувати стільки небажаних немовлят, що були створені сотні спеціальних нацистських пологових центрів для іноземних робітниць, де немовлят знищували.
Багато остарбайтерів загинуло через бомбардування союзниками заводів, де вони працювали, а німецька влада відмовила надати їм бомбосховища. Багато хто загинув і тому, що німецька влада наказала «працювати до смерті».

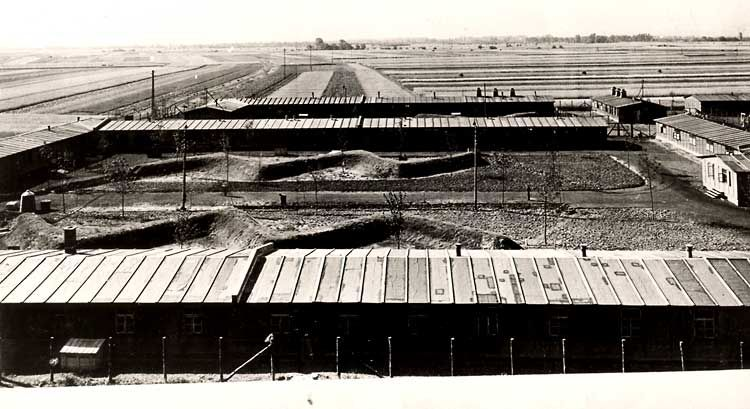
Дерев'яні бараки для остарбайтерів на схід від заводу Ам Хаагвег

Нацистська влада намагалася створити певні умови у фермерських господарствах, наказавши фермерам інтегрувати робітників у свою робочу силу, але забезпечити повне соціальне відокремлення, в тому числі не дозволяючи їсти за одним столом, але це виявилося важким для реалізації. Зокрема, мали місце сексуальні стосунки, незважаючи на зусилля з підвищення «расової свідомості» німецьких жінок. Коли військове становище Німеччини погіршувалось, умови робітників часто покращувались, через страх поразки у війні.
Робітники-німці служили бригадирами та наглядачами за примусовими працівниками на фабриках, і тому ніякої солідарності між іноземцями та громадянами Німеччини не склалося. Німецькі робітники звикли до нерівності, спричиненої расизмом щодо робітників, і стали байдужими до їхніх страждань.

### Статистика
Під час німецько-радянської окупації Центральної та Східної Європи у Другій світовій війні (1941–44) 3 млн людей були вивезені до Німеччини як остарбайтери. За деякими оцінками, цифра сягає 5,5 млн. Близько 2/3 до 3/4 з понад 3 млн остарбайтерів були українцями. Статистика професора Кондуфора стверджує, що під час Другої світової війни 2,24 млн українців були примушені до рабської праці в Німеччині. За іншою статистикою загальна кількість рабів-остарбайтерів у Німеччині складає 2,2 млн (Даллін, с. 452). Обидві ці статистичні вибірки, ймовірно, виключають кілька сотень тисяч українців з Галичини, тож загальна сума може становити близько 2,5 млн.
Жінок-остарбайтерів було трохи більше, ніж чоловіків. Вони були зайняті в сільському господарстві, гірничодобувній промисловості, виробництві озброєнь, металообробці та залізницях. Спочатку остарбайтерів відправляли до проміжних таборів, де робітників відбирали безпосередньо представники компаній з дефіцитом робітників. На заводах Ford-Werke в Кельні та Opel в Руссельсгаймі та Бранденбурзі працювали тисячі остарбайтерів.

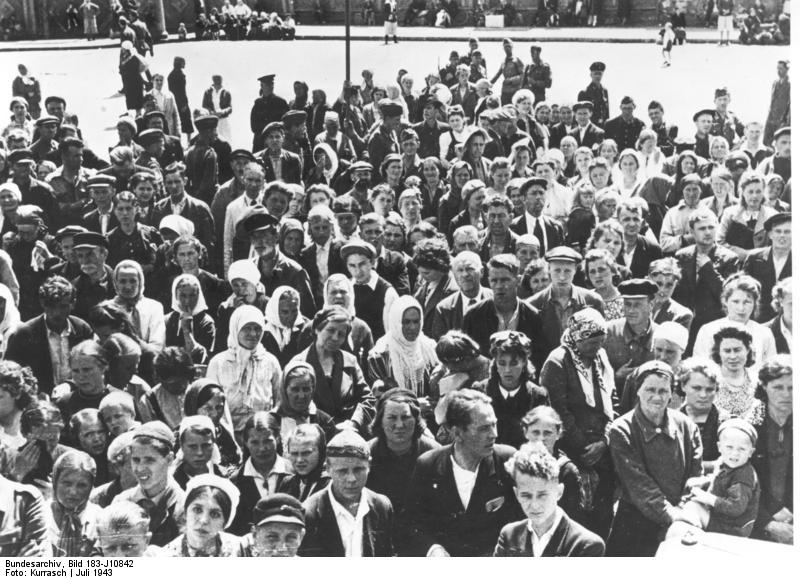
Зганяння «остарбайтерів» на примусову роботу в Німеччину. Липень 1943

Деякі остарбайтери працювали в приватних фірмах, але велика кількість працювали на фабриках, що виготовляли озброєння. Ці заводи були головними об'єктами бомбардування союзників. Остарбайтери вважалися досить продуктивними та ефективними. Вважалося, що чоловіки становлять 60-80 % ефективності німецького працівника, а жінки — 90-100 %. Два мільйони українців працювали здебільшого на заводах, що виготовляли зброю, включаючи ракетний завод V-2 у Пенемюнде.
За словами Олександра Далліна, станом на грудень 1944 року кількість робітників у різних галузях була такою:
| Галузь                          | Остарбайтерів (тис.) |
| ------------------------------- | -------------------- |
| Сільськогосподарські роботи     | 725                  |
| Гірнича справа                  | 93                   |
| Виробництво машин та обладнання | 180                  |
| Металургія                      | 170                  |
| Залізнична промисловість        | 122                  |

### Сексуальне насильство
Для запобігання Rassenschande (порушення німцями німецьких расових законів) фермерам роздавали пропагандистські листівки про змішування рас, які були абсолютно неефективними. Велике поширення сексуального насильства проти польських та радянських остарбайтерок з боку їх наглядачів призвело до десятків тисяч небажаних пологів. Приголомшливі 80 % зґвалтувань відбулися на фермах, де працювали польські дівчата. Новонароджених таємно евтаназували в нацистських пологових центрах. У Arbeitslagers немовлят вбивали одразу на місці. У західних робітників були борделі. Східні робітники цього не робили. Їх набирали в рівній кількості, чоловіків і жінок, тому борделі не знадобились. Жінок-трудівниць завжди розміщували в окремих бараках. Тим не менш, СС запідозрили їх у тому, що вони навмисно вагітніли, щоб звільнитись від роботи. Раніше існуюча політика, коли вагітних жінок відправляли додому народжувати, була замінена рейхсфюрером-СС у 1943 році спеціальним указом про аборти. На відміну від нацистського закону проти абортів серед німкень, жінки-остарбайтерки, як правило, змушені були робити аборти.
Іноді, коли працівниця та батько дитини були «хорошої крові» (наприклад, норвежці), дитину могли визнати «расово цінною». У таких випадках проводилось розслідування щодо батьківства та тестування обох батьків. Якщо вони проходили тестування, жінці було дозволено народжувати, а дитину забирали для германізації. Якщо жінку визнавали достойною, її могли помістити до установи Lebensborn. Однак, коли народжені діти «не підходили», їх поміщали в приміщення Ausländerkinder-Pflegestätte, де їх залишали без догляду і до 90 % з них помирали болісною смертю.

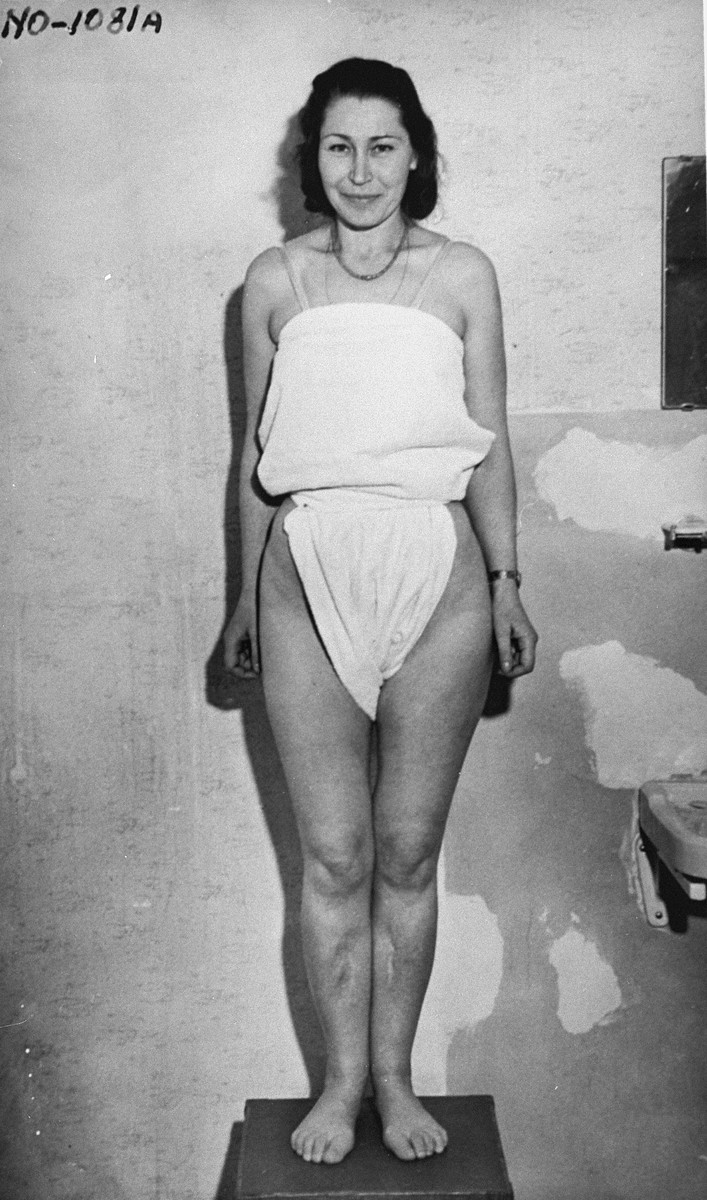
Владислава Каролевська, жертва нацистських експериментів. 1942 року її було піддано медичним експериментам із сульфонамідними препаратами. Рубці на правій нозі — це наслідки надрізів, що імітувати бойові рани солдатів, навмисно заражених бактеріями, брудом та шматочками скла, потім запалену ділянку обробляли сульфаніламідними препаратами. Багато в'язнів, які зазнали таких процедур, померли.

У деяких сільських районах владою було виявлено, що німецькі фермерські дружини виховували дітей, народжених їхніми робітницями, разом із власними дітьми. Були зроблені спроби відокремити цих дітей та використовувати безжальну пропаганду, що якщо працівниця «чужої крові» народила в Німеччині, це означало негайне і повне розлучення з дитиною. Багато зусиль докладались для пропаганди Volkstum (расової свідомості) з метою запобігання Rassenschande між німцями та іноземними робітниками, проте прибуття поїздів з польськими дівчатами до німецьких міст та сіл зазвичай перетворювалося на ринки сексуальних рабинь.

### Медичні експерименти
В результаті жорстокого поводження остарбайтери страждали від високого рівня психічних травм, і ті, хто потрапляв у психіатричні лікарні, часто ставали жертвами жорстокого поводження та вбивств. Нацистський режим також санкціонував використання остарбайтерів у медичних експериментах.
6 вересня 1944 р. Рейхсміністр внутрішніх справ наказав створити спеціальні підрозділи для остарбайтерів у декількох психіатричних лікарнях Рейху. Було зазначено: «Зі збільшенням кількісті остарбайтерів, доставлених в Німецький Рейх, їх стало більше в німецьких психіатричних лікарнях … Через дефіцит місць в німецьких лікарнях, це безвідповідально лікувати цих людей, які в найближчому майбутньому не будуть придатними до роботи». Точна кількість вбитих остарбайтерів у психіатричних закладах досі невідома. 189 остарбайтерів було прийнято до підрозділу остарбайтерів Heil- und Pflegeanstalt Kaufbeuren; 49 людей померли голодною смертю або від смертельних ін'єкцій.

## Репатріація
Після війни багатьох остарбайтерів спочатку розмістили в таборах для переселенців у Західній Німеччині, з яких потім перевезли в Kempten для розподілу та повернення до країни походження, насамперед СРСР. Згідно з міжнародними угодами між союзниками по антигітлерівській коаліції, ухваленими на Ялтинській та Потсдамській конференціях у 1945, повернення (репатріацію) до СРСР було оголошено обов'язковим для всіх громадян, які до 1939 мешкали в Радянському Союзі. СРСР також використовував спеціальні агітські бригади, щоб переконати багатьох остарбайтерів повернутися.
Більшість остарбайтерів після закінчення війни була насильно репатрійована. Були проведені масштабні депортації цих людей з місць їх постійного проживання у віддалені райони СРСР. Багато репатріантів були репресовані за звинуваченнями в колабораціонізмі та зраді Батьківщині.
Багато остарбайтерів були ще дітьми чи підлітками, коли їх забирали і хотіли повернутися додому до батьків. Інші, хто усвідомив повоєнну політичну реальність, відмовились повертатися. Тих, хто знаходився в радянських окупаційних зонах, повертали автоматично. Ті, хто перебував у французькій та британській зонах окупації, були змушені повернутися за умовами Ялтинської угоди, де було зазначено, що «громадяни Радянського Союзу та Югославії повинні бути передані відповідним країнам, незалежно від їх згоди».
У жовтні 1945 року генерал Ейзенхауер заборонив застосовувати силу для репатріації в американській зоні. В результаті багато остарбайтерів почали тікати в Американську зону. Деякі, повернувшись до радянської дійсності, вирішили покінчити життя самогубством.
По поверненню до Радянського Союзу до остарбайтерів часто ставилися як до зрадників. Багатьох перевезли у віддалені місця Радянського Союзу, позбавивши їх основних прав та можливості отримати освіту. Ті, хто повернувся додому, також були фізично і духовно розбиті. Більше того, влада мала сумніви у їх «лояльності», а тому позбавила багатьох права на громадянство.
Остарбайтери потерпали через санкціоновану державою стигматизацію, у спеціальній відмітці у їхніх паспортах (та паспортах їх дітей та родичів) згадувався час перебування у Німеччині під час війни. Як результат, багато робочих місць були недоступними для тих, кому не пощастило мати такий статус, і в періоди репресій колишні остарбайтери часто були остракізовані радянським суспільством. Багато жертв свідчать, що після війни вони все життя зазнавали знущань та підозр з боку своїх співвітчизників, багато з яких звинувачували їх у тому, що вони були зрадниками, які допомагали німцям і жили з комфортом у Третьому Рейху, коли Україна горіла.

## 2000-ті— заробітчани
В 2010-х, внаслідок масових трудових еміграцій, зокрема до Польщі, «остарбайтерами» іноді називали українських заробітчан.

## День пам'яті
18 січня 2017 року, у 75-у річницю з часу початку примусового вивезення населення України в Німеччину (остарбайтерів) у січні 1942 року, було оголошено Днем пам'яті, який відзначався в Україні на державному рівні.

## Компенсація
1946 року Міжнародний військовий трибунал у Нюрнберзі визнав нацистську практику вигнання та примусової праці іноземців як злочин проти людяності і грубе порушення норм міжнародного права. Однак питання визнання примусових робітників жертвами нацизму тривалий час перебувало поза межами міжнародно-правового та внутрішньодержавного регулювання.
Доки існував СРСР колишні примусові робітники не створювали й власних громадських організацій. Радикальні зрушення відбулися лише в наприкінці 1980-х років, коли послабився тиск тоталітарної держави, в пресі стали з'являтися публікації про колишніх остарбайтерів, в'язнів нацистських концтаборів, згодом були створені громадські організації жертв нацистських переслідувань. Не останню роль у прискоренні цього процесу відіграли гуманітарні виплати уряду ФРН колишнім остарбайтерам та пов'язана з ними громадська дискусія в суспільстві України. Оформлення правового та соціального статусу колишніх примусових робітників завершився після прийняття ВРУ 2000 року закону «Про жертви нацистських переслідувань», де визначені правові, економічні та організаційні засади державної політики стосовно цієї категорії громадян, гарантовано ї захист та збереження пам'яті про них.
В 1994 німецький уряд виділив значні матеріальні кошти для компенсації колишнім остарбайтерам. Суми виплат українцям при цьому були в 5 разів менші ніж, наприклад, полякам. У 2006 виплати були припинені.
Під потужним міжнародним тиском у вересні 2000 у ФРН був створений Фонд «Пам'ять, відповідальність та майбутнє», в якому взяли участь не лише держава, а й промислові кола Німеччини. Завданням Фонду стала виплата не гуманітарної допомоги, а саме компенсації колишнім примусовим робітникам. За результатами діяльності Фонду " Пам'ять, відповідальність та майбутнє " до червня 2007 (коли офіційно було завершено виплати) 1,6 млд. людей в понад 100 країнах світу отримали загалом 4,37 млд. Євро. В Україні УНФ «Взаєморозуміння і примирення» здійснив виплати 471 000 претендентів у тому числі і колишнім Остарбайтерам та їх спадкоємцям, у розмірі 867 млн євро.

## Дослідження
Опубліковані розповіді українських остарбайтерів в Україні фактично відсутні, хоча за інформацією українського історика Юрія Кондуфора примусових робітників було близько 2244000 з України. Державна архівна служба України опублікувала в Інтернеті колекцію офіційних записів німецького уряду про окупації в Україні. Всього до Німеччини було вивезено 3 000 000 остарбайтерів, і за підрахунками українці становили близько 75 % від загальної кількості. За деякими даними, Україна втратила близько 10 мільйонів людей у Другій світовій війні, що було однією з найбільших втрат будь-якої країни у війні.
Деякі остарбайтери пережили війну та емігрували до країн за межами Європи, насамперед до США, хоча деякі також емігрували до Аргентини, Австралії, Канади та Бразилії. Остарбайтерів, які опинились у британській або французькій зонах, автоматично репатріювали. Лише ті, хто знаходився в американській зоні, не мали повертатися до країн походження. Також українці із Західної України та балтійських країн не були змушені повертатися до Радянського Союзу, оскільки Велика Британія не визнавала ці території частиною СРСР.

## Галерея

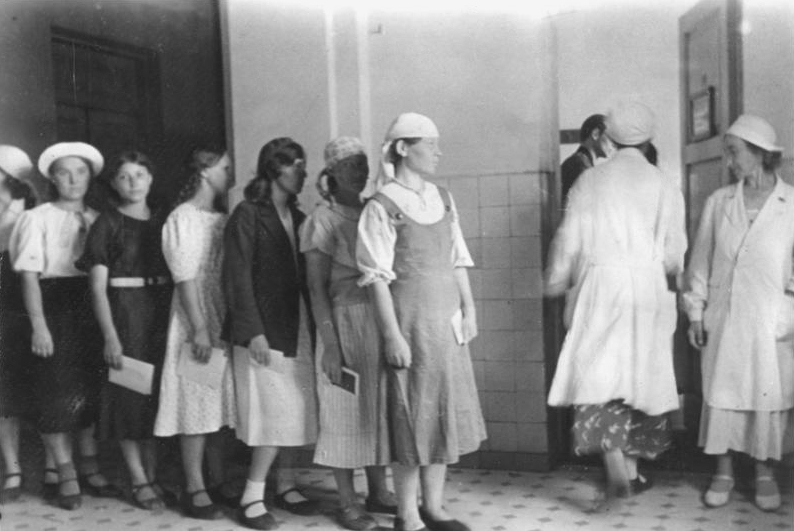
Медогляд для визначення придатності до роботи
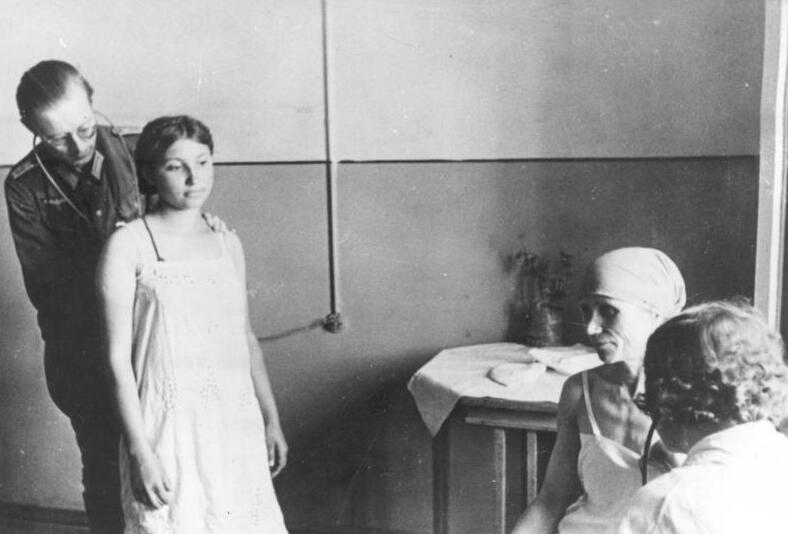
Медогляд для визначення придатності до роботи
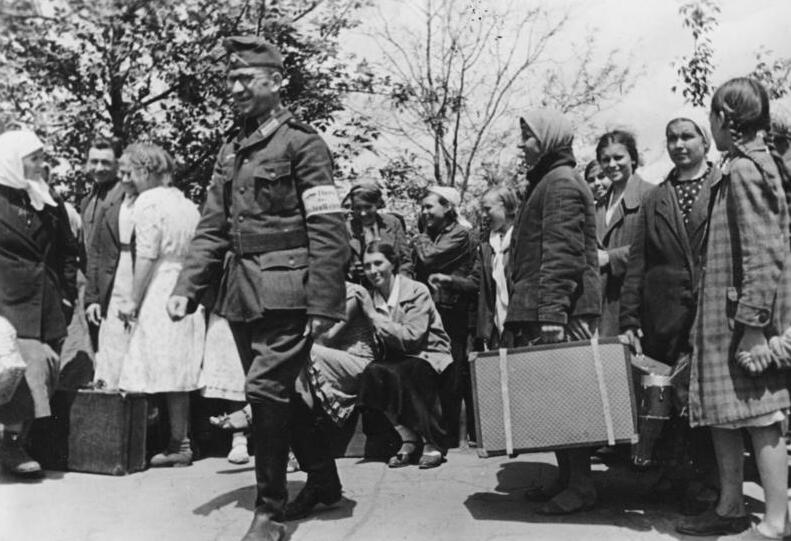
Виїзд робітниць, Артемівськ
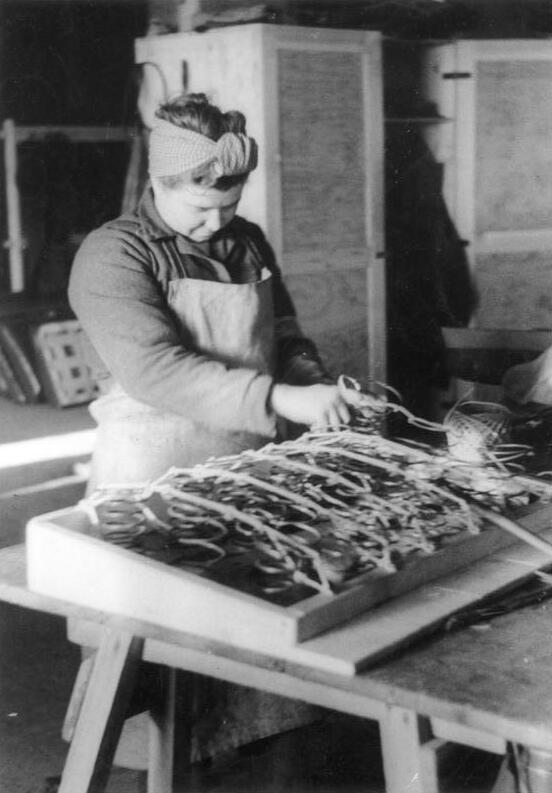
Робітниця
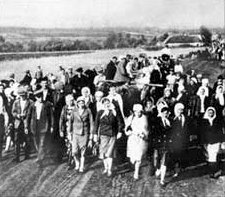
Вивіз українців з Черкащини, 1942 рік
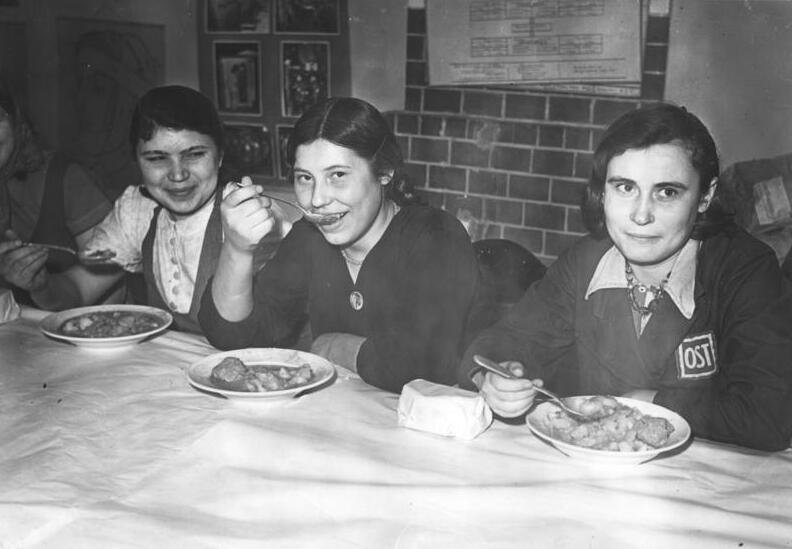
Робітниці у Третьому Рейху
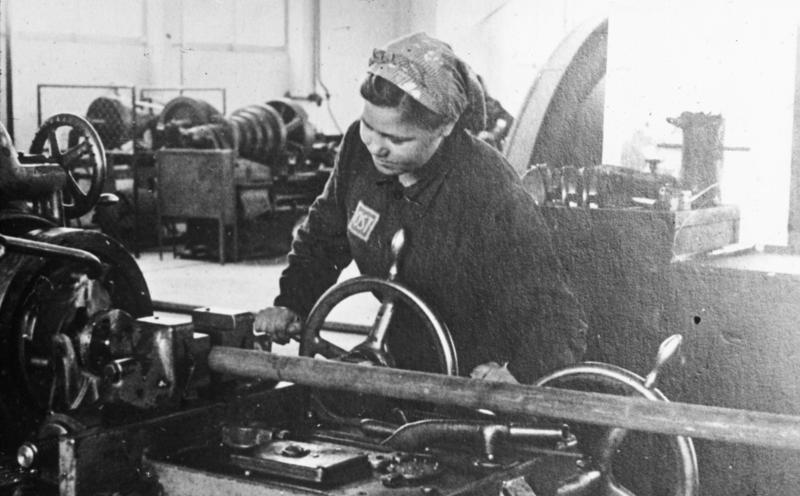
Робітниця на  IG-Farbenwerke Auschwitz
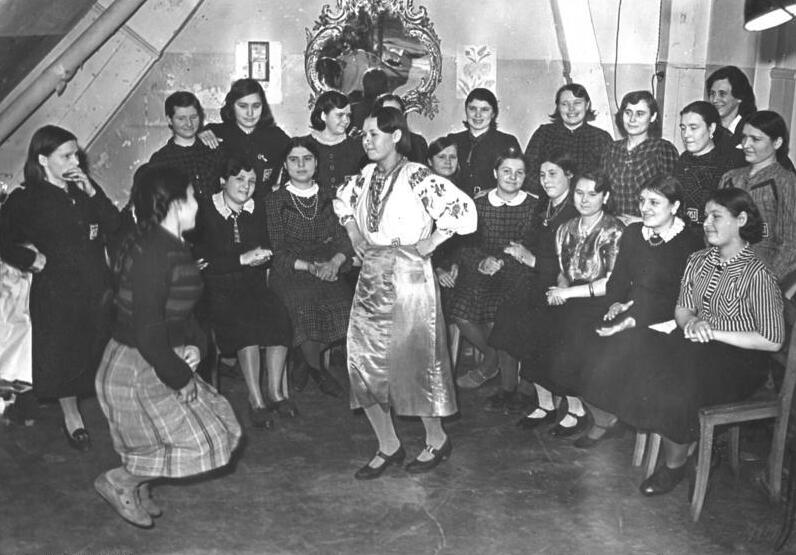
Робітниці у Третьому Рейху
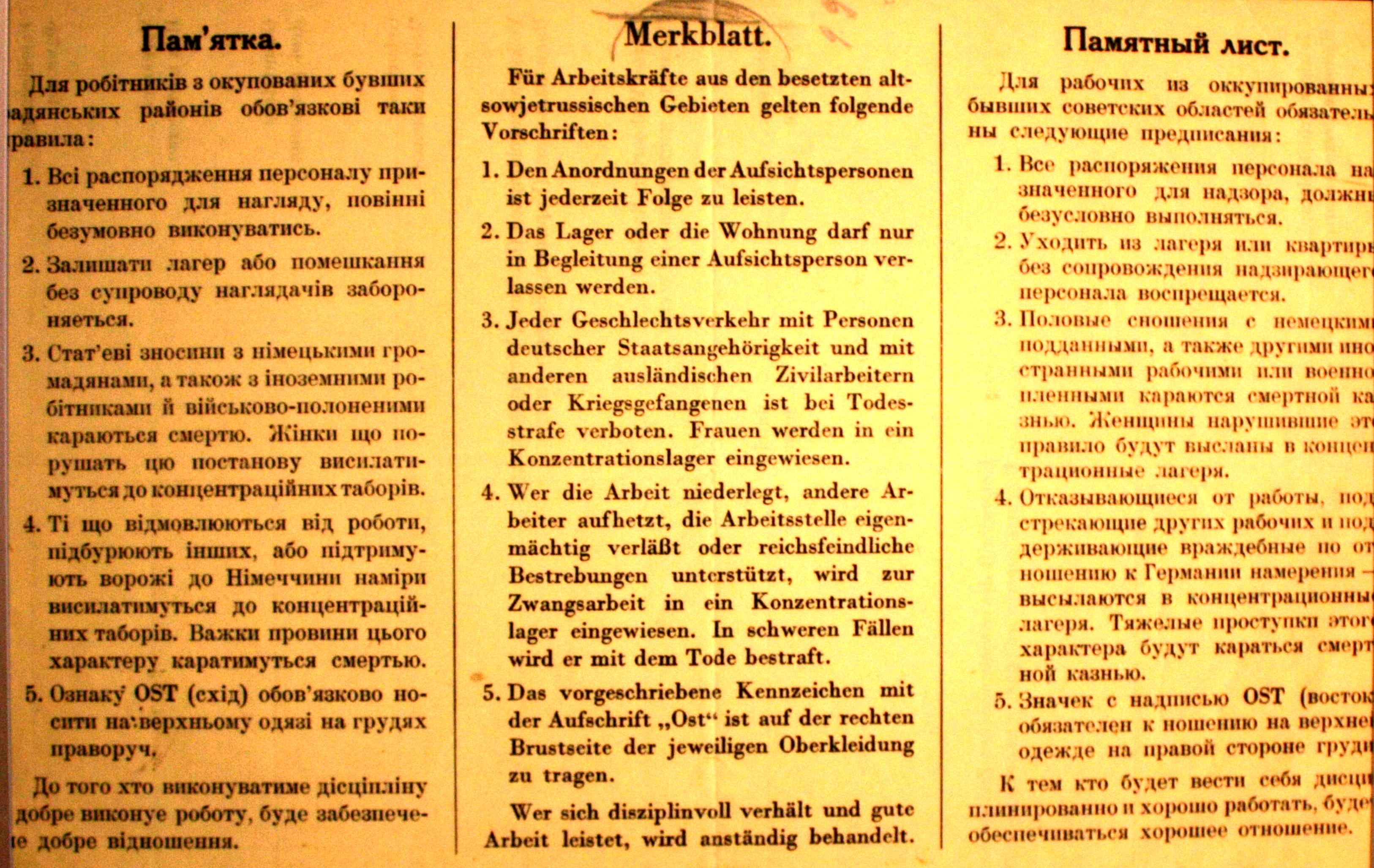
Пам'ятка остарбайтеру. Видавалася німецьким командуванням на місцях роботи остарбайтерам з УНСР і РРСР
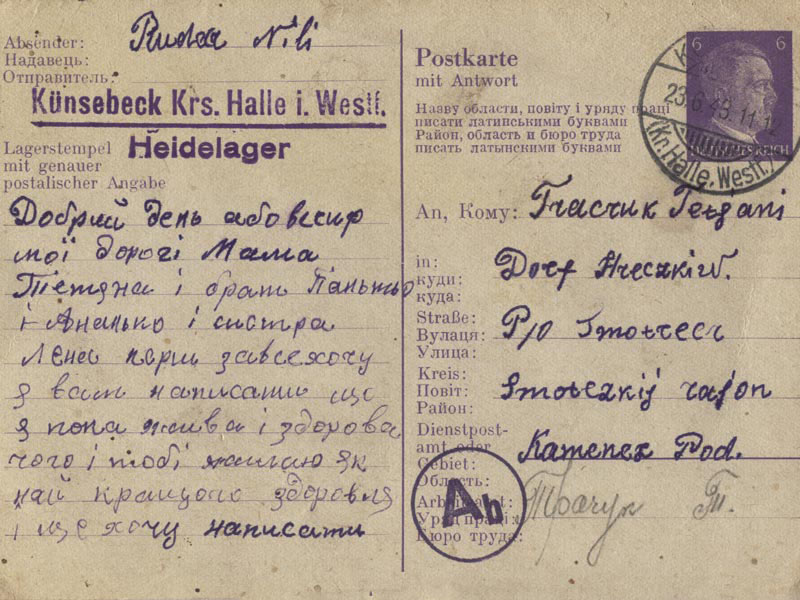
Лист робітниці додому
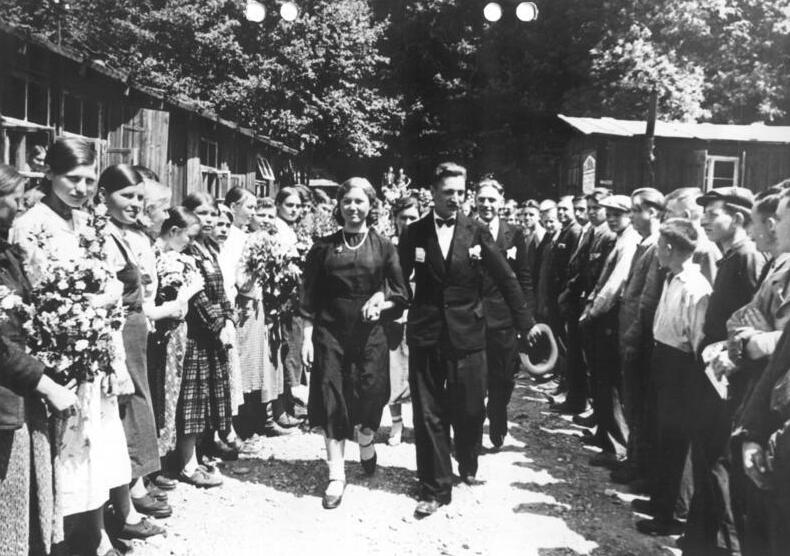
Весілля робітників
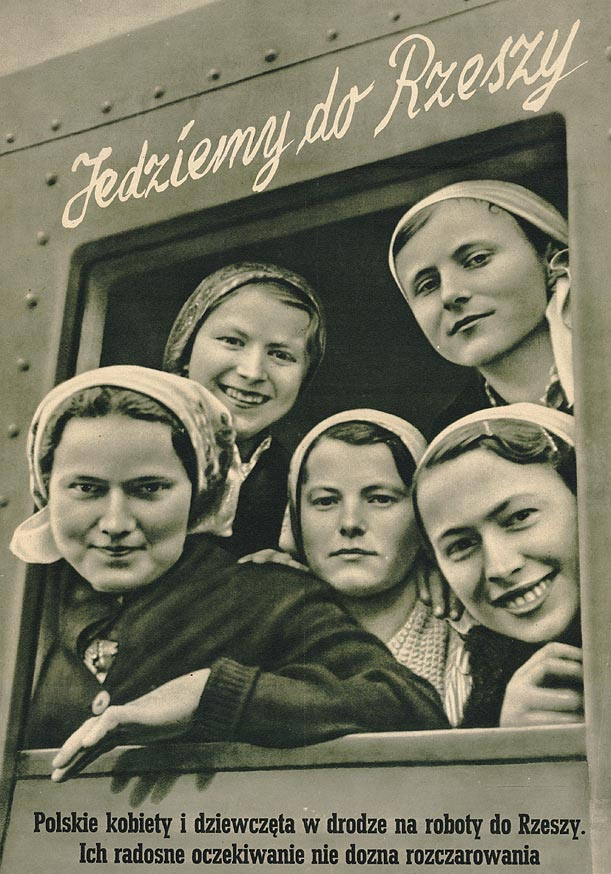
"Ідемо до Рейху" пропагандиський плакат
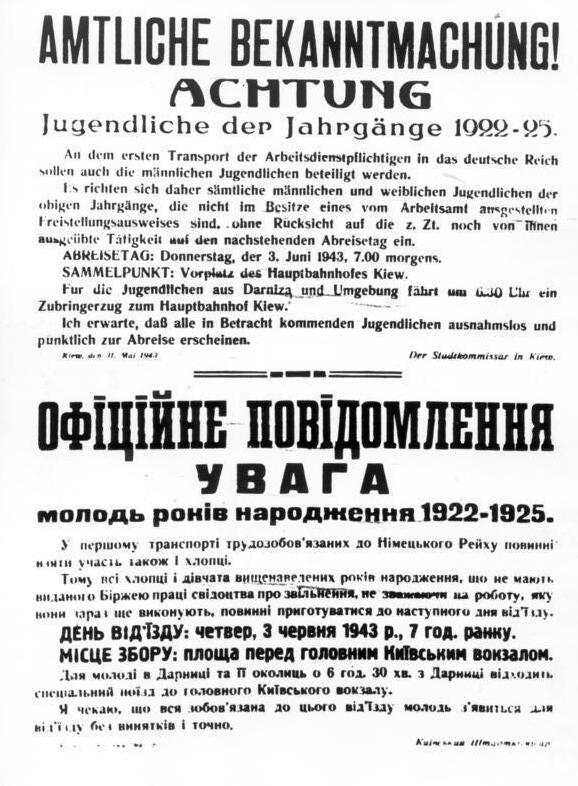
Офіційне повідомлення, Київ, 1943 рік
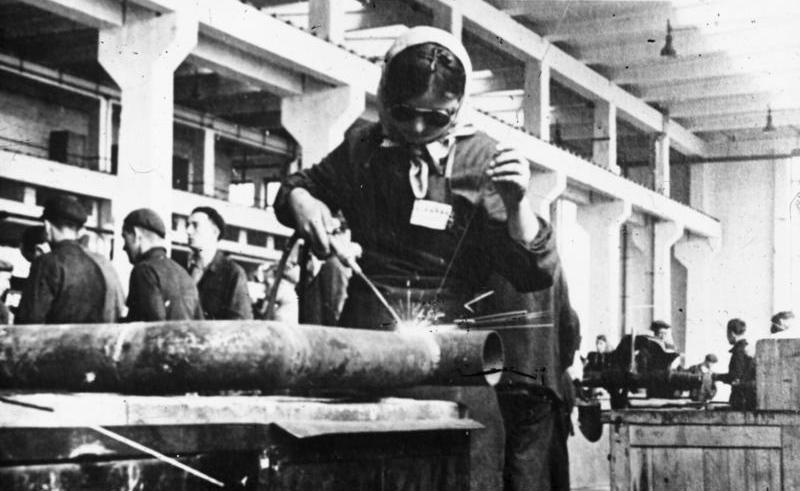
Робітниця на IG-Farbenwerke Auschwitz